# Душа

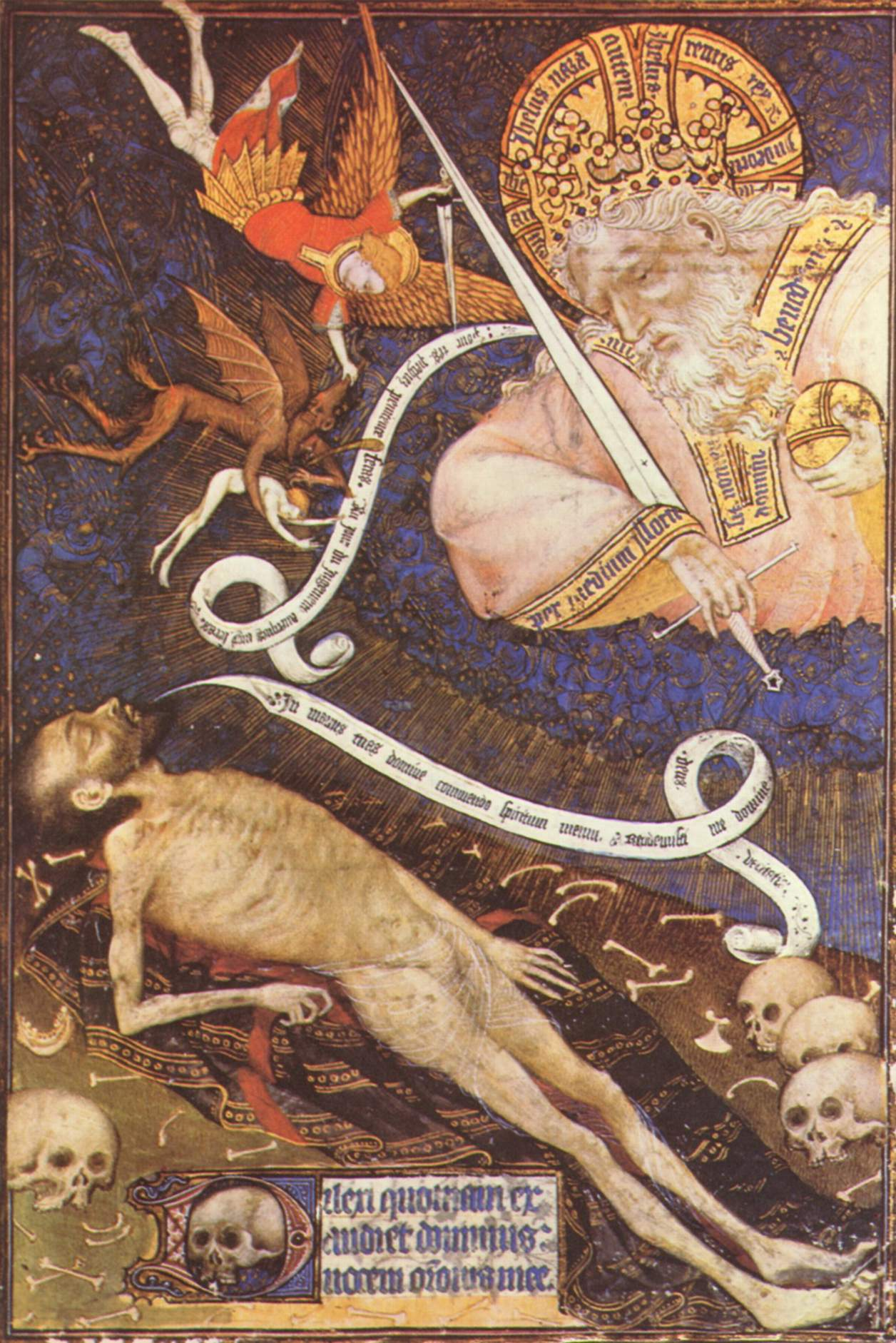
Умирающий человек вручает свою душу Богу, Мастер Хайлигенкройца, около 1425

Душа́ (греч. ψυχή, лат. anima; рус. и ст.‑слав. дѹша — из *duxi̯ā) — религиозно-мифологическое представление, которое возникло на основе олицетворения жизненных процессов, протекающих в человеческом организме, в различных культурах, религиях, философских учениях — сверхъестественная нематериальная бессмертная субстанция, придающая целостность и непрерывность индивидуальному существованию, в которой выражена божественная природа и сущность человека, его личность, дающая начало и обуславливающая его жизнь, способность ощущения, мышления, сознания, чувств и воли; универсальное жизненное начало, витальная сила, которая присутствует в каждом живом существе; субстрат всех сознательных и бессознательных психических процессов. Обычно противопоставляется телу.
Понятие души в качестве бессмертной нематериальной составной части человеческого существа сложилось в европейских культурах под влиянием христианского учения. Это понятие стало результатом длительного развития и усложнения более неясных и элементарных представлений, существующих в мифологических традициях. В тех неевропейских культурах, где отсутствуют эквивалентные понятия, олицетворению подвергаются отдельные стороны человеческой жизнедеятельности: дыхание, кровь, части тела и органы, сознание, чувства, движение, здоровье и др., а также ряда представлений, связанных со смертью и умершими людьми.
Как гипотетическое, эмпирически не доказуемое, описывающее субстанциальное единство человеческих переживаний, опытно постигаемых только в самонаблюдении и при их проявлении в рамках поведения, понятие души начиная с середины XIX века постепенно уходило из научной психологии, которая основывается на наблюдениях и экспериментах. Возник принцип «психологии без души», введённый Ф. Ланге. В 1916 году С. Л. Франк отмечал, что мы стоим не «перед фактом смены одних учений о душе другими (по содержанию и характеру), а перед фактом совершенного устранения учения о душе».
Вопреки популярным представлениям, попытки обнаружения материального проявления души не получили положительных результатов. Нет доказательств, подтверждающих существование души, включая косвенные признаки влияния души на реальный мир, которые могли стать такими доказательствами. Идея души противоречит современным наукам психологии, нейробиологии и физике. С научной точки зрения, гипотеза о существовании Бога и связанных с ним понятий душа, дух, рай, ад и т. д. не отвечает критерию Поппера, так как не имеется и не предполагается возможности проверки этого научным методом. Как следствие, любые рассуждения об их существовании не являются строго научными.

## Развитие представлений

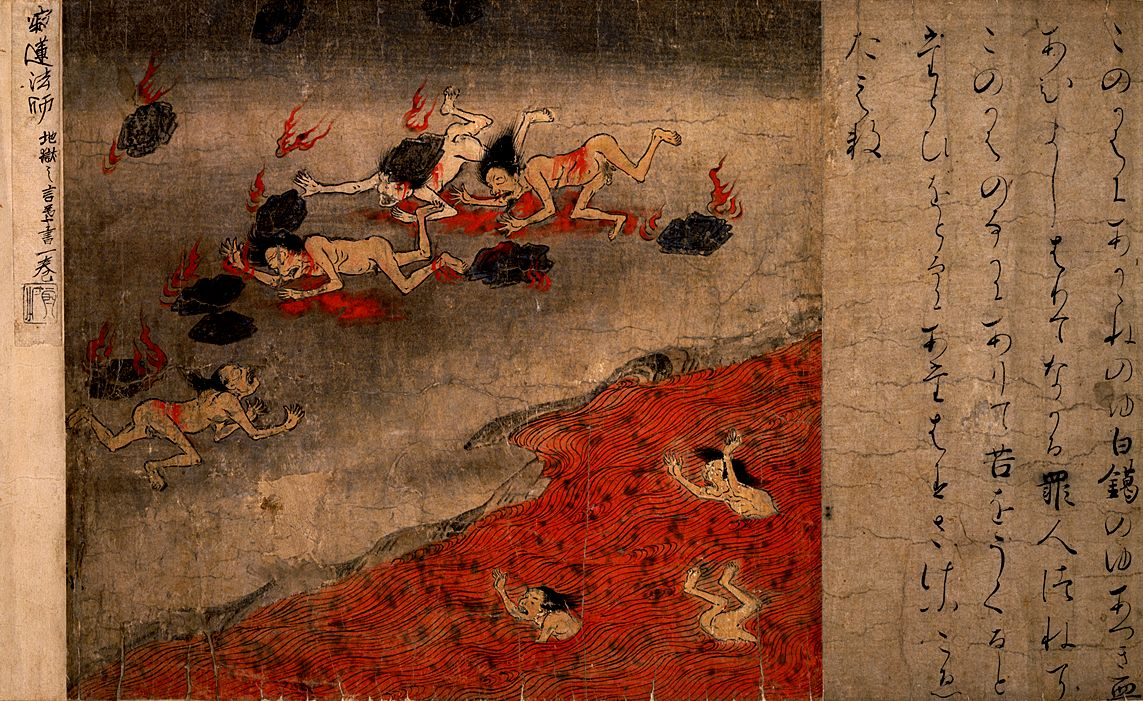
Человеческие души в Дзигоку-дзоси — царстве пекла (японская ксилография)

Эдуард Тайлору, который первым среди этнографов исследовал идею души в первобытной культуре и выдвинул анимистическую теорию (от итал. anima, «душа») происхождения и развития религии, считал, что древние люди, наблюдая сон, болезни, обмороки, смерти и др. сформировали представления о «двойнике», который сидит в человеческом теле, но способен покинуть его на время или окончательно. Позднее мифологические представления наделили душой животных, растения и неодушевлённые предметы. По мнению немецкого психолога Вильгельма Вундта следует различать раннее представление о душе — «телесной», не отделимой от тела и находящейся в таких органах как кровь, глаза, почки, фаллос и др., — и более позднее: «свободная душа» — психе — имеющая несколько основных разновидностей: душа как дыхание и душа как тень, которая способна покидать тело. Согласно русскому этнографу Л. Я. Штернбергу, идея человеческой души является сравнительно поздней, ей предшествовали вера в природных духов и в то, что одушевлённой является вся природа. Английский этнограф Дж. Фрейзер обращает внимание на имеющую широкое распространение веру во «внешнюю душу», которая может не просто на время покинуть человеческое тело, но и ради безопасности скрыться в постороннем предмете, в теле животного и др.; и отсюда Фрейзер выводит тотемизм.
В элементарном представлении душу отождествляют с дыханием (ст.‑слав. душа — от корня «дых-», «дух-», прекращение дыхания, что является явным признаком прекращения жизни: например, «испустить дух» означает умереть). Сближение или отождествление этих понятий сохраняют многие языки (лат. animus происходит от греч. ανεμος, которое связано с ветром, воздухом, φυχή — «дыхание»). Столь же архаичным является отождествление души и крови человека и животных. Это стало причиной строгого библейского запрета употребления крови или необескровленного мяса в пищу: «ибо душа всякого тела есть кровь его, она душа его; поэтому я сказал сынам Израилевым: не ешьте крови ни из какого тела, потому что душа всякого тела есть кровь его» (Лев. 17:14). Вместилище души во многих культурах — также тень человека, отражение человека в воде или в зеркале, его портрет и др. В традиционных культурах Сибири, Америки, Океании верили, что болезнь может вызываться похищением или поеданием человеческой души колдуном, злым духом или призраком: душа олицетворяла здоровье, тогда как её похищение — болезнь. Широкое распространение имела и вера, что во время сна душа выходит из тело и путешествует, принимая облик птицы, насекомого и др.: отсюда исходят вера в «вещий сон» и его толкование, как запрещения резко и неожиданно будить человека, потому что душа не успеет вернуться в своё тело. В таких представлениях душа вещественна, не противопоставлена телесной сфере и служит лишь олицетворением функций тела.
Однако мифы большинства неевропейских культур чётко противопоставляют живого человека и душу умершего человека. Если душа живого умирает вместе с человеком, то душа (или дух) умершего является иным существом. Человеческая душа способна стать духом умершего или последний снова родиться в момент смерти. Многие народы верят в несколько пребывающих в одном человеке душ. Так, у тюркоязычных народов Сибири (алтайцев и др.) различаются душа тын (дыхание, которое не отделимо от человека), кут (жизненная сила; есои её похитить человек умрёт), сюр (является призраком, двойником, способным отделиться от тела), кёрмёс (букв. «невидящий», является духом умершего): ару-кёрмёс («чистый») и дьяман-кёрмёс («нечистый, злой»). Древнекитайская мифология утверждает, что человек обладает несколькими душами, например хунь и по: одна из них после смерти отлетает, тогда как другая остаётся при теле, пока то полностью не разложится; душу лин имеют все вещи и существа; говорится также о жизненной силе ци, духах всех внутренних частей и органов тела, душе умершего гуй — злой дух и шэнь — добрый дух.
Взгляды на душу умершего и о её судьбу очень разнообразны и связаны с представлениями о загробном мире. Так, в австралийской мифологии душа умершего сама умирает спустя некоторое время — другими словами, о ней изглаживается память. В раннеклассовых обществах зачастую считалось, что жизненные блага в загробном мире есть в основном лишь у душ знатных людей, тогда как души простолюдинов сущестуют в жалком состоянии или вовсе погибают, как считалось, например, в культурах Полинезии. В ходе усложнения экономической и социальной жизни и в условиях роста морального сознания общества формируется представление о загробном воздаянии, в результате которого душа доброго, справедливого, праведного человека получит вечное блаженство в райском загробном месте, тогда как душа злого, грешного будет вечно мучиться в адском посмертии. Идея утешения для страдающих при жизни надеждой на загробное блаженство и устрашения для грешников привела к существенным изменений концепции души в мифологические системах мировых религий, особенно христианства, которые выстроили резкое противопоставление души и тела, сделали понятие души центральным в своём вероучении, установили догмат ничтожности, греховности тела и телесной сферы, а главной цель жизни человека стали считать спасение души. В то же время душу в христианстве стала мыслиться в максимальной степени дематериализованной, хотя религия сохранила и ясно антропоморфный её образ.
Альтернативной учению о посмертной участи души идея реинкарнации, переселения душ, метампсихоза, которая, как и понятие души восходит к глубокой древности. Эти представления сформировались из вера в тотемическую реинкарнацию, когда человека отождествляют с тотемическим предком, поселяющимся в человеческом теле. В некотороых культурах, таких как эскимосы, индейцы Северной Америки, верят, что душа его деда входит во внука. В индийской культуре идея переселения душ имеет тесную связь с кастовым строем и концепцией кармы — моральной причинности. Строго исполняя законы своей касты человек родится кем-то более высоким, а, напротив, за нарушения законов душа человека — атман, наказывается тем, что родится в низшей касте или в теле животного и др. В буддизме этому представлению была дана другая философско-мифологическая трактовка. Буддизм отрицает существование души человека, как и её бессмертие, но считает, что личность человека составляют «скандхи» — группы психофизических элементов и состояний, которые распадаются после его смерти, но под действием кармы снова соединяются, создавая новую личность.
Согласно Толковому словарю русского языка Д. Н. Ушакова, душа: в религиозных и идеалистических представлениях — нематериальное начало жизни, иногда противополагаемое телу; бесплотное существо, остающееся после смерти тела человека; в устаревшей психологической терминологии — совокупность психических явлений, переживаний, основа психической жизни человека; внутренний, психический мир человека.

## В философии

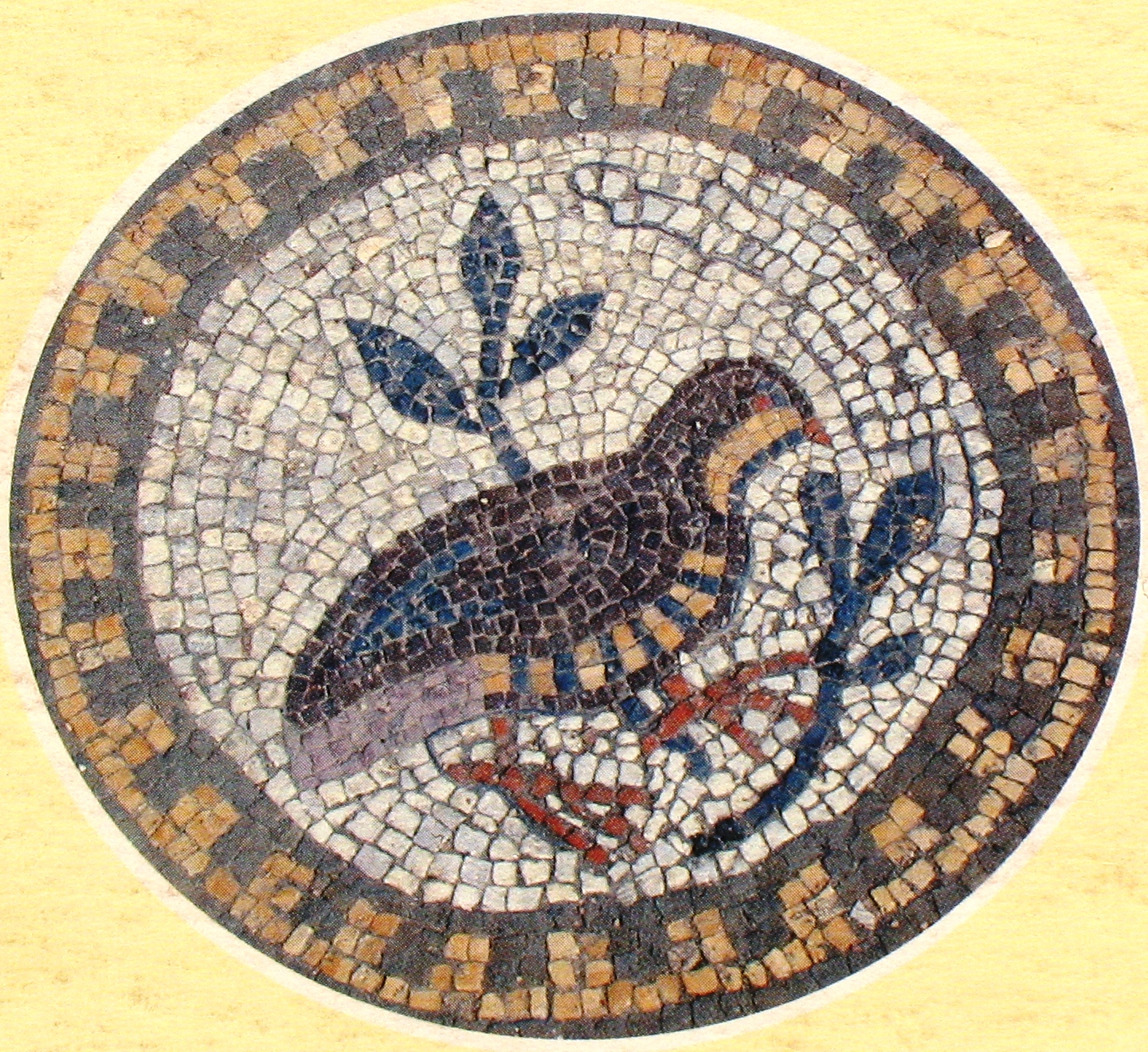
Символ души — птица — на византийской мозаике православного храма VI века. Херсонес

Средоточием душевной жизни человека является самосознание, сознание себя неповторимым человеческим существом, индивидуальностью.

### Античная традиция. Досократики, Платон и Аристотель
Душа начала рассматриваться в качестве философского понятия, доступного рациональному анализу, у древних греков.
Досократики задавались вопросом о душе и особенно о связи её и тела — двух фундаментальных измерений человеческого существования.
С точки зрения Платона, душа и тело существуют отдельно друг от друга. Душа является «эйдосом жизни» и не подвержена смерти, смерть изгоняет душу из тела, но не может уничтожить её, так как она неуничтожима (Федон 105а — 107b).
Для Аристотеля душа и тело неразрывно взаимосвязаны. Душа является формой тела (в аристотелевском значении слова «форма»). Он также называет душу «первой энтелехией тела»:

Душа есть первая энтелехия естественного тела, обладающего в возможности жизнью. (…) Итак, душа неотделима от тела; ясно также, что неотделима какая-либо часть её, если душа по природе имеет части, ибо некоторые части души суть энтелехия телесных частей.
Аристотель различает три рода души:
- растительная (способная к питанию и размножению);
- животная (чьи функции — ощущение и передвижение);
- разумная (свойственна только человеку, её функция — мышление).

У человека есть все три рода души. По поводу двух первых Аристотель уверен, что они смертны и не переживают тела, по поводу разумной души — склоняется к тому, что она может существовать и без тела. Он пишет:

Итак, душа неотделима от тела; ясно также, что неотделима какая-либо часть её, если душа по природе имеет части, ибо некоторые части души суть энтелехия телесных частей. Но конечно, ничто не мешает, чтобы некоторые части души были отделимы от тела, так как они не энтелехия какого-либо тела. Кроме того, не ясно, есть ли душа энтелехия тела в том же смысле, в каком корабельник есть энтелехия судна.

### Демокрит
Демокрит считал, что душа есть у всего, она присутствует даже у неодушевлённых объектов (например, камней), только в очень малой мере.
Душу он считал состоящей из атомов и смертной. Дыхание он полагал процессом обмена внутренней души с внешней: вдыхая, человек или животное наполняется внешней душой, выдыхая, оставляет в воздухе частицы собственной души. Поэтому душа изменчива. Состояние души зависит от подвижности составляющих её атомов. В старости число подвижных атомов уменьшается.

### Стоики и эпикурейцы
Эпикурейцы предполагали, что душа, как и тело, состоит из движущихся в пустоте атомов. Со смертью они рассеиваются. Эпикуру приписывают афоризм: «Смерть не имеет к нам никакого отношения; когда мы есть, то смерти ещё нет, когда же смерть наступает, то нас уже нет».
Стоики также считали душу материальной и состоящей из тонкой пневмы. Поэтому они полагали, что душа умирает вместе с телом или в скором времени после него, распадаясь в пространстве.
Душу стоики делили на восемь частей:
- разум, управляющее начало, именуемое гегемониконом (располагается в голове, у человека это разум, у животных — инстинкты);
- зрение;
- слух;
- обоняние;
- осязание;
- вкус;
- голос;
- способность к размножению.

Стоики сравнивали душу младенца с «чистым листом папируса», таким образом они являются авторами концепции tabula rasa.

### Средневековье
Фома Аквинский вслед за античными философами определял душу (anima) как «первое начало жизни» (primum principium vitae).

### Новое время
После античного периода к исследованию души вновь обращаются Лейбниц, Шопенгауэр, Кант и Гегель.

Что же касается духов, или разумных душ, то хотя я нахожу, что в сущности,… со всеми живыми существами и животными происходит одно и то же (именно что животное и душа получают начало только вместе с миром и не кончаются наравне с миром), но всё-таки в разумных душах есть та особенность, что их маленькие семенные животные, пока они не представляют собой ничего, кроме этого, обладают только обычными, или ощущающими, душами; но, как только те, которые, так сказать, избраны, путём действительного зачатия достигают степени человеческой природы, их ощущающие души возвышаются до степени разума и до преимуществ духов.
— Лейбниц, Готфрид Вильгельм; Монадология.
Против христианского понимания души выступал Иммануил Кант. Апелляция к нематериальному принципу во имя разрешения вопроса о душе представляет собой, согласно Канту, «прибежище ленивого разума». Для него же душа есть предмет внутреннего чувства в его связи с телом, а не субстанция; теория же субстанциальности души должна уступить место теории о её актуальности.
В двадцатом веке преобладает тенденция интерпретации души как мистического понятия, несмотря на работы таких учёных, как Брентано, Фрейда (с понятием ид), Юнга, Ясперса и Габриэля Марселя, утверждающих, что любой человек переживает внутри себя импульсы и творческие жизненные стремления, не связанные напрямую со сферой рассудка.

## В авраамических религиях

### Иудаизм
В Талмуде душа описывается как независимая от тела сущность, как та часть человека, которая непосредственно создана Богом. По своей природе душа непорочна, а злое в человеке объясняется тем, что наряду с благим началом, которое стремится к добру (йецер ха-тов), в человеке присутствует и отрицательное начало — склонное ко злу (йецер ха-ра). Душа одухотворяет тело и управляет им; подобно тому, как Бог наполняет Вселенную, но остаётся невидим, так и душа наполняет тело человека, сама оставаясь невидима.
Иудеи времён Второго Храма расходились в понимании сути души. Фарисеи считали, что душа бессмертна и может существовать вне тела до воскресения из мёртвых. Саддукеи же считали, что душа умирает вместе с телом. «Ибо не Шеол славит Тебя, не смерть восхваляет тебя, не уповают сошедшие в могилу на верность Твою. Живой, только живой возблагодарит Тебя, как я ныне! Отец детям поведает истину Твою» (Исаия 38:18, 19). «Не мёртвые воздают хвалу Господу, не нисходящие в молчание могильное» (Псалом 115:17). «5. Живущие хотя бы знают, что умрут, а мёртвые ничего не знают, и не получат никакой платы, ибо забыт их след. 6. Любовь и ненависть их, и зависть уже исчезли и нет у них больше удела навеки во всём, что происходит под солнцем» (Когелет/Екклесиаста 9:5).
Общепринятое представление о душе в иудаизме говорит, что после смерти все души — и евреев, и неевреев — попадают в рай, но перед этим душа проходит этап очищения от сделанных ею при жизни грехов, причём его наибольшая длительность (для закоренелых грешников) — 12 месяцев, поэтому поминальный Кадиш читается по умершему только 11 месяцев, так как по еврейским представлениям никто не вправе объявить человека таким тяжелым грешником, что Кадиш по нему нужно читать все 12 месяцев. Только души самых страшных злодеев (например, Гитлера) не очищаются и не попадают в рай, а уничтожаются, «стираются». Поскольку по представлениям иудаизма души всех людей в конце концов попадают в рай, евреи не занимаются прозелитизмом.

### Христианство
Для большинства христианских конфессий характерно представление о душе как о сотворённой Богом бессмертной нематериальной сущности человека, носителе разума, чувств и воли (т. н. троичность души), составной неотъемлемой частью которой у человека является бессмертный дух. Римско-католическая церковь, кроме этого, имеет учение о чистилище.
Согласно пониманию некоторых христианских писателей (например, Тертуллиана), душа материальна (трактат De anima), другие же — Отцы Церкви, (например, Августин) считают её духовной, как и в классической патристике преобладает понимание души как непространственной, нематериальной субстанции.
Иоанн Златоуст утверждал:

Душа — есть естество разумное и духовное, быстродвижное, непрестанно находящееся в деятельности, дражайшее всего мира, беспримерной и неописанной красоты, сущность, имеющая сродство с небесным,- отнюдь, впрочем, не Божественного естества, но сродная небесным и бесплотным существам. Душа человека так благолепна, что несравнима ни с какой природной красотой. Если было бы возможно телесными очами видеть красоту души, то никакие красоты земные не могли бы сравниться с нею.
Григорий Нисский уподоблял душу зеркалу, в котором, если оно чисто, отражается образ Божий, или глазу, который, если он не замутнён, способен узреть божественную красоту.
В христианстве понятие «душа» неразрывно связано с понятием спасения. Оно достигается посредством веры в смерть и телесное воскресение Иисуса Христа и покаянием перед Богом. Большинство христиан считает, что после воскресения умерших души спасённых людей воссоединятся с телами и в этих телах получат вечную жизнь.

#### Вопрос о предсуществовании души
Вопрос о том, творится ли каждая душа Богом непосредственно в момент зарождения человека (или после того), или души сотворены ранее, является открытым.
Ориген считал, что все души предсуществуют. В рамках осуждения оригенизма этот взгляд тоже был осуждён, как противоречащий идее первородного греха и боговоплощения.
Существует мнение о творении Богом каждой души из ничего. (Священномученик Ириней Лионский, святой Ефрем Сирин, блаженный Феодорит, святитель Иоанн Златоуст и др.). Одни святые говорят о творении души вместе с телом, другие о творении души на 40-й день после зачатия. Слабая сторона этого мнения состоит в том, что оно не объясняет перехода греховной повреждённости Адама на весь человеческий род, а также каким образом дети наследуют качества своих родителей. Есть ещё одно мнение о рождении человеческой души от душ родителей (Тертуллиан, святитель Григорий Богослов, святитель Григорий Нисский, преподобный Макарий Великий и другие).

#### Бессмертие души
По религиозным поверьям, после всеобщего суда душа соединяется с воскресшим телом и её ждёт или вечная жизнь, или вечное мучение в аду (геенне огненной).

## В других религиях и учениях

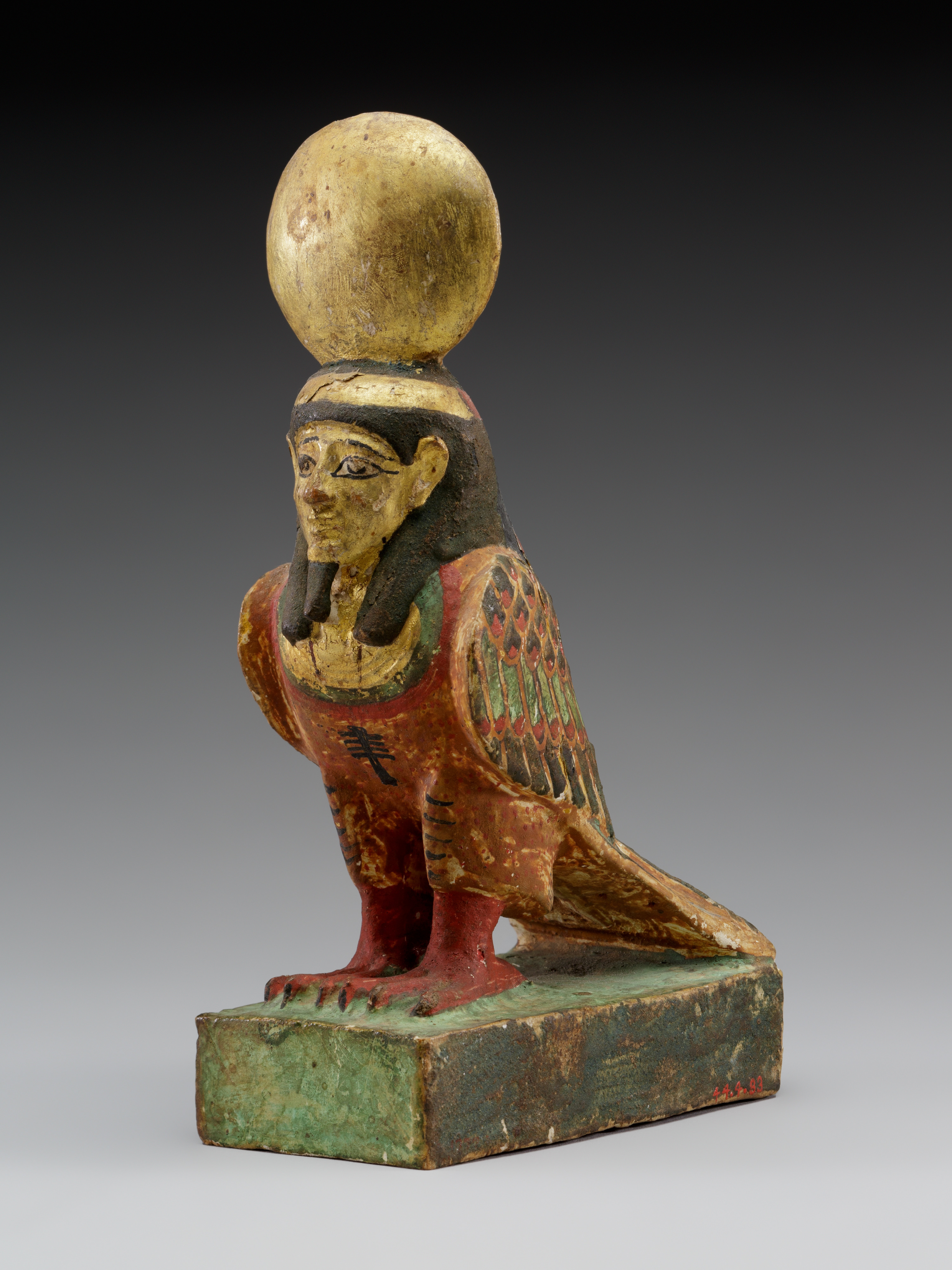
Деревянная статуэтка Ба (332—330 годы до н. э. или позднее). Метрополитен-музей

### Древний Египет
В религии древних египтян человек состоит из нескольких сущностей-душ (в общей сложности 9). Мировоззрение отразилось в частности в литературе (Беседа разочарованного со своим Ба, Хонсуемхеб и призрак).

### Индуизм
В «Бхагавад-гите» джива описывается как неизменная, вечная и неразрушимая. Она не рождается и не умирает. Она никогда не возникала, не возникает и не возникнет. Она нерождённая, вечная, всегда существующая и изначальная. Она не гибнет, когда погибает тело. В «Бхагавад-гите» сказано, что джива не принадлежит к материальному миру, а имеет «духовную» природу. В процессе реинкарнации, после физической смерти тела, джива, в зависимости от своей кармы и индивидуальных желаний, принимает новое материальное тело.

Как человек, снимая старые одежды, надевает новые, так и душа входит в новые материальные тела, оставляя старые и бесполезные.
— Кришна

### Буддизм
Буддисты обозначали душу словом «атман». Ранний буддизм и Тхеравада не признают существование души (в индуистском понимании), Махаяна признаёт существование нематериальных существ. Также буддизм отличает телесные состояния от психических. Всё это приводит к трудностям перевода понятия «анатмана», который обычно переводят как «нет души». Если слово «душа» относится к бестелесной компоненте вещи, то буддизм не отрицает существование души. Российский буддолог Торчинов Е. А. учит, что согласно анатмаваде или фундаментальной буддийской доктрине о «не душе», буддизм отрицает существование атмана, души, личности («я»), и считает, что вера в существование атмана ведёт к омрачнению и является главной причиной всех страданий.

## Попытки обнаружения материального проявления души
В 1854 году с гипотезой о существовании особой «субстанции души» на физиологическом конгрессе в Геттингене выступил немецкий анатом и физиолог Рудольф Вагнер, что, впрочем, не имело никаких последствий в научном мире.

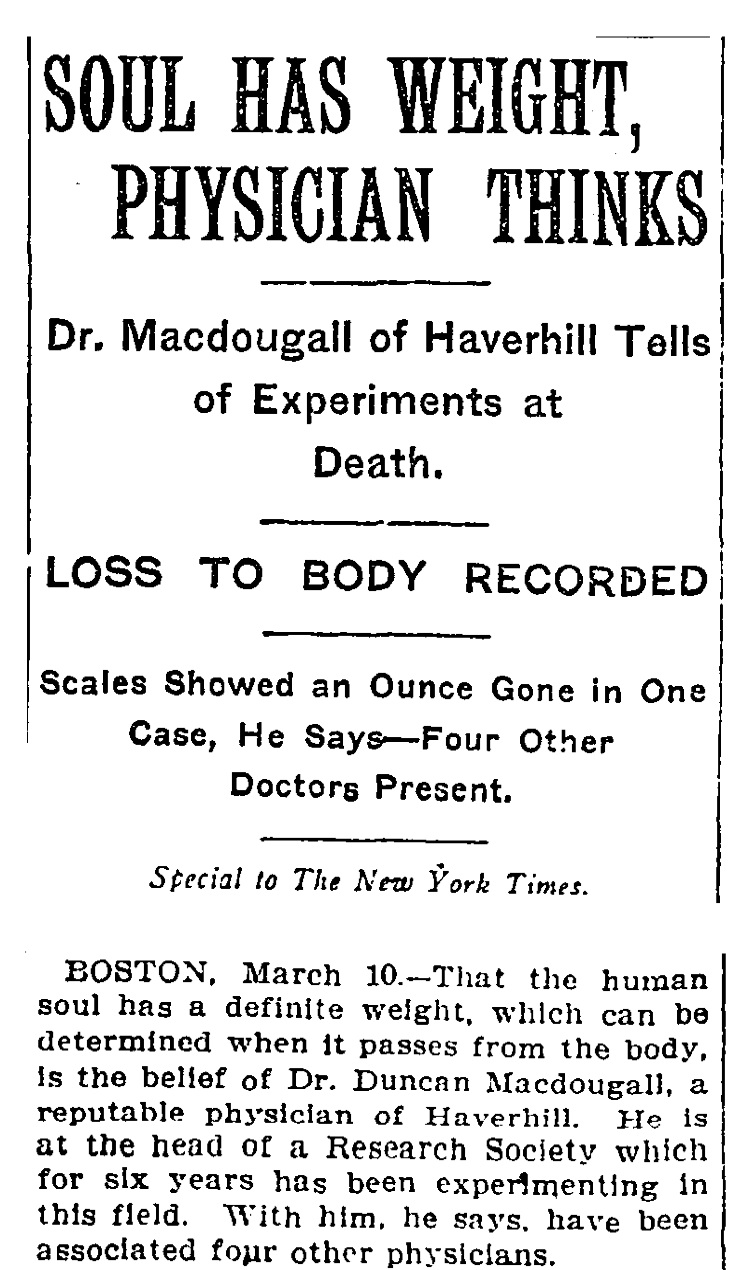
«Душа имеет вес, считает врач». Фрагмент статьи New York Times за 1911 год, отразивший идею, что «душа весит 21 грамм»

В 1901 году американский врач Дункан Макдугалл поставил серию экспериментов по «прямому взвешиванию души» в соответствии с научной методологией своего времени. Макдугалл использовал напольные рычажные весы, позволявшие взвешивать грузы от одной унции (28,35 г) до 250 фунтов (113,4 кг). Врач выполнил 6 измерений «души» умирающих людей с их согласия. В пяти измерениях он обнаружил посмертную потерю массы в диапазоне от трёх восьмых до полутора унций (от 10 до 42 грамм). Один раз ему не удалось точно зафиксировать момент смерти и эксперимент был отбракован. Результаты своих экспериментов Макдугалл опубликовал только через 6 лет. Их напечатали в известных журналах, таких как «American Medicine и American Journal of the American Society for Psychical», а позднее эти публикации пересказала «Washington Post» и «New York Times». При этом Макдугалл подчеркнул, что для научной оценки его выводов нужны новые точные эксперименты в большом количестве. Тем не менее новых научных экспериментов в этой области опубликовано не было.
После публикации эксперимента в American Medicine врач Август П. Кларк критиковал валидность эксперимента. Кларк отметил, что в момент смерти наблюдается резкое повышение температуры тела, поскольку лёгкие перестают охлаждаться кровью, что приводит к последующему повышению потоотделения, что может легко объяснить потерю веса. Кларк также отметил, что, поскольку у собак нет потовых желёз, они не теряют вес таким образом после смерти.
Эксперимент Макдугалла был предметом значительного скептицизма, и он был обвинён как в некорректных методах, так и в откровенном мошенничестве в получении результатов. Отметив, что на самом деле только один из шести пациентов в эксперименте потерял вес, Карл Крушельницкий, учёный-популист из Австралии, заявил, что эксперимент является примером избирательной отчётности, поскольку Макдугалл игнорировал большинство результатов. Крушельницкий также критиковал небольшой размер выборки и задал вопрос о том, как Макдугалл смог определить точный момент, когда человек умер, учитывая технологии, доступные в 1907 году. Физик Роберт Ли Пэрк описал эксперименты Дункана следующим образом: «Сегодня они не рассматриваются как имеющие какую-либо научную ценность». Психолог Брюс Худ также писал: «Поскольку уменьшение веса не было достоверным и воспроизводимым, выводы о весе души являются ненаучными».
По словам Жюльена Мусолино, научный консенсус заключается в том, что разум — это сложная машина, которая действует по тем же физическим законам, что и все другие объекты во Вселенной. По словам Мусолино, в настоящее время нет никаких научных доказательств, подтверждающих существование души. Нейронаука стремится понять психические явления в рамках научных представлений, согласно которым человеческое мышление и поведение обусловлены исключительно физическими процессами, происходящими внутри мозга, и действует путем редукционизма, ища объяснение разума с точки зрения мозговой активности. Данные визуализации мозга указывают на то, что все процессы разума имеют физические корреляты с функциями мозга. Если манипулирование активностью мозга меняет сознание, то можно сделать вывод о причинной роли этой активности мозга. Двумя наиболее распространенными типами манипуляционных экспериментов являются эксперименты по потере функции и эксперименты по приобретению функции. В эксперименте с потерей функции (также называемом «необходимостью») часть нервной системы уменьшается или удаляется в попытке определить, необходима ли она для возникновения определённого процесса, а в эксперименте с приобретением функции (также называемый «достаточностью»), один из аспектов нервной системы увеличивается по сравнению с нормой. Манипуляции мозговой деятельностью могут осуществляться с помощью прямой электростимуляции мозга, магнитной стимуляции мозга с помощью транскраниальной магнитной стимуляции, психофармакологической манипуляции, оптогенетической манипуляции, а также путем изучения симптомов поражения головного мозга. Нейробиологи также исследуют, как разум развивается вместе с развитием мозга. Физик Шон М. Кэрролл писал, что идея души несовместима с квантовой теорией поля. Он пишет, что для существования души «Необходима не только новая физика, но и совершенно новая физика. В рамках квантовой теории поля не может быть новой совокупности „духовных частиц“ и „духовных сил“, которые взаимодействуют с нашими обычными силами, атомами, потому что мы бы обнаружили их в существующих экспериментах». Квантовый индетерминизм использовался как механизм объяснения возможного взаимодействия души и мозга, но нейробиолог Питер Кларк обнаружил ошибки в этой точке зрения, отметив, что нет никаких доказательств того, что такие процессы играют роль в функционировании мозга; Кларк пришёл к выводу, что душа не имеет под собой оснований из квантовой физики.
Вопреки распространённому мнению, что мозг это «загадка мироздания», изучать который не стоит и пытаться, благодаря современному научному инструментарию понятны базовые принципы работы мозга, механизм построения ассоциаций, узнавания, запоминание, забывание, возможно считывание смыслов, построение моделей, приблизительно воспроизводящих принцип работы мозга; в рамках работы мозга не наблюдаются паранормальное, душа, эктоплазма или эссенция; работа мозга описывается как сложная сеть нейронов.